# 도쿠가와 쓰네나리
도쿠가와 쓰네나리(일본어: 徳川 恒孝, 1940년 2월 26일 ~)는 도쿠가와 종가(徳川宗家)의 제18대 당주(1963년 ~ )이다. 가쿠슈인 대학 정경학부를 졸업하였으며, 같은 대학에서 경제학사를 취득하였다. 일본 우선(日本郵船) 부사장, 재단법인 도쿠가와 기념 재단의 초대 이사장, 사단법인 요코하마항 진흥 협회의 회장을 지냈다.

## 가족 관계
쓰네나리는 혈족상 미토 도쿠가와가-다카마쓰 마쓰다이라가의 후손이다.
- 친부: 마쓰다이라 이치로(松平一郎, 도쿄 은행 회장).
  - 동생: 마쓰다이라 쓰네카즈(松平恒和)
- 양부: 도쿠가와 이에마사(徳川家正, 외조부, 도쿠가와 종가 제17대 당주).
- 양모: 마사코(正子, 외조모, 시마즈 다다요시의 10녀)
  - 부인: 데라시마 무네노리(寺島宗則)의 증손녀
    - 아들: 이에히로(家広).

## 같이 보기
- 도쿠가와씨
- 야스히토 친왕비 세쓰코 - 쓰네나리의 고모
- 마쓰다이라 쓰네오 - 쓰네나리의 친조부